# Buffalo (Carolina del Sur)
Buffalo es un lugar designado por el censo ubicado en el condado de Union, en el estado estadounidense de Carolina del Sur.. La localidad en el año 2000 tiene una población de 1.426 habitantes en una superficie de 10,4 km², con una densidad poblacional de 137,2 personas por km². 

## Geografía
Buffalo se encuentra ubicado en las coordenadas 34°43′23″N 81°40′39″O / 34.723115, -81.677454. Según la Oficina del Censo, el pueblo tiene un área total de 10,4 km² (4 mi²), de la cual 10,4 km² (4 mi²) es tierra y 0 km² (0 mi²) (0,0%) es agua.

### Localidades adyacentes
El siguiente diagrama muestra a las localidades en un radio de 24 kilómetros (14,9 mi) de Buffalo.

## Demografía
En el 2000 la renta per cápita promedia del hogar era de $36.285, y el ingreso promedio para una familia era de $38.438. El ingreso per cápita para la localidad era de $13.545. En 2000 los hombres tenían un ingreso per cápita de $27.159 contra $19.286 para las mujeres. Alrededor del 10.40% de la población estaba bajo el umbral de pobreza nacional. 